# Alfredo Guarini
Alfredo Guarini, né le 23 mai 1901 à Sestri Ponente, un quartier de Gênes, en Ligurie et mort le 6 avril 1981 à Rome, est un réalisateur, scénariste et producteur de cinéma italien.

## Biographie
Après avoir obtenu un diplôme en sciences économiques, Guarini a travaillé en 1928 à Venise comme assistant d'Alexander Korda et a travaillé sur des documentaires réalisés à Berlin et à Paris. De retour dans son pays, il fonde la société Tirena Film, pour laquelle il occupe différentes fonctions (organisateur, producteur, réalisateur de temps à autre) de 1934 à 1937. Il quitte à nouveau l'Italie pour Hollywood, où il écrit deux scénarios et rencontre sa future femme Isa Miranda, qu'il épouse en juillet 1939. En 1940, Guarini revient à Rome et met en scène plusieurs films avec sa femme dans le rôle principal jusqu'en 1943. En 1941, il a ainsi réalisé Alerte aux Blancs. Parmi les acteurs figurent Isa Miranda, Gustav Diessl et Fosco Giachetti.
Une dernière réalisation a vu le jour dix ans plus tard : un épisode du film Nous les femmes qu'il a produit. De 1948 à 1962, il a été chargé de tâches de production pour la société Italia Film pour des films parfois importants sur le plan artistique.

## Filmographie

### Réalisateur
- 1940 : Alerte aux Blancs (Senza cielo)
- 1941 : È caduta una donna (it)
- 1942 : Document Z trois (it) (Documento Z 3)
- 1943 : La zia di Carlo (it)
- 1943 : Senza una donna (it)
- 1953 : Nous les femmes (Siamo donne), segment Quatre actrices, un espoir (Concorso quattro attrici, una speranza)

### Producteur
- 1935 : Le Passeport rouge (Passaporto rosso) de Guido Brignone
- 1949 : Au-delà des grilles de René Clément
- 1959 : Le Secret du chevalier d'Éon de Jacqueline Audry
- 1963 : Les Gladiatrices (Le gladiatrici) d'Antonio Leonviola